# Почётная медаль «За отвагу» (Австрия)
Почётная медаль «За отвагу» (нем. Ehren-Denkmünze für Tapferkeit) — одна из высших военных наград империи Габсбургов.

## Учреждение и степени
Награда учреждена в 1789 году. Статут ордена несколько раз менялся. В 1848 году Серебряная медаль за отвагу была разделена на две степени, а в 1915 году была введена Бронзовая медаль за отвагу. С 1917 года двумя высшими степени могли награждаться только офицеры.
В итоге сложились следующие степени
- Золотая медаль за отвагу
- Большая серебряная медаль за отвагу (Серебряная медаль за отвагу, первый класс)
- Серебряная медаль за храбрость (Серебряная медаль за отвагу второго класса, в народе называемая «Малая» серебряная медаль за отвагу)
- Бронзовая медаль за храбрость

### История
Эта награда была учреждена императором Иосифом II 19 июля 1789 года в качестве памятной медали за храбрость в золоте и серебре для унтер-офицеров и солдат, отличившихся в бою. 18 мая 1809 года статут был изменён. Награду переименовали в «Почётную медаль за отвагу».
19 августа 1848 года Серебряная медаль за отвагу была поделена императором Фердинандом I на два класса. Медаль II класса была немного меньше, чем I класса. Император Франц Иосиф I учредил Бронзовую медаль за отвагу. В отличие от более высоких уровней медали, бронзовую могли вручать союзникам Австро-Венгрии.
29 ноября 1915 года были представлены специальные знаки, для тех, кому награду вручали неоднократно. Эти знаки крепились к портупее.

## Внешний вид и правила ношения

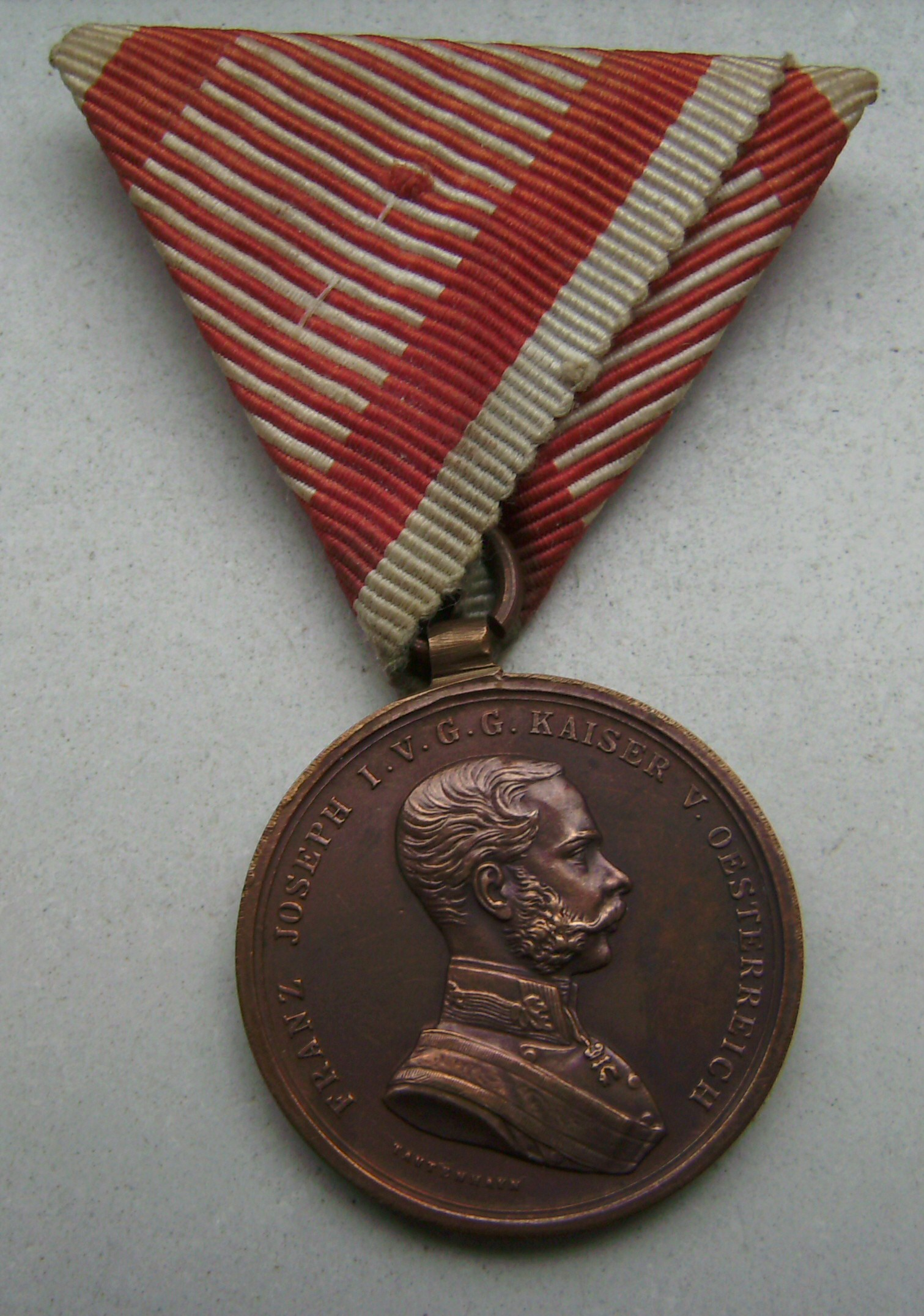
Бронзовая медаль за отвагу

### Внешний вид
На круглой медаль диаметром 40 мм изображён правящий монарх. На обратной стороне изображён лавровый венок скрещённые знамёна, а также надпись BRAVENESS (отвага). Во время правления императора Карла I надпись была FORTITVDINI (храбрость).
Изображения монархов:
- 1789—1792: портрет Иосифа II (золото, серебро)
- 1792—1804: Портрет Франца I (золото, серебро)
- 1804—1839: Портрет Франца II (золото, серебро)
- 1839—1849: Портрет Фердинанда I (золото, серебро I и II класс)
- 1849—1859: портрет Франца-Иосифа I (смотрит налево, без бороды; золото, серебро I и II класс)
- 1859—1866: Портрет Франца Иосифа I (смотрит налево, с маленькой бородой; золото, серебро I и II класс)
- 1866—1914: портрет Франца-Иосифа I (смотрит направо, с усами и бородой; золото, серебро I и II класс)
- 1914—1917: портрет Франца-Иосифа I (смотрит направо, с усами; золото, серебро I и II класс, бронза)
- 1917—1918: портрет Карла I (золото, серебро I и II класса, бронза)

Во время правления императора Леопольда II (1790—1792) награда не присуждалась.

### Лента

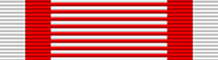
Лента для Медали за отвагу

Лента медали за отвагу — красная с белыми полосками. По внешнему виду оно соответствует тем лентам, которые впоследствии использовались для Военного Креста за заслуги, а также некоторым другим наградам (например, Военная медаль за заслуги «Signum Laudis», Медаль Франца-Иосифа и Крест за гражданские заслуги).

### Правила ношения
Медаль за отвагу носили на левой стороне мундира.

## Доплаты к награде
Обладатели Серебряной медали получали к постоянному окладу надбавку в размере 50 %, а обладатели Золотой медали — 100 %. Доплаты предоставлялись на протяжении всей службы. Определяющим для суммы пособия, однако, была зарплата, которую награждённый имел в день награждения. И эта доплата оставалось неизменной. Обладатели «Малой» серебряной и бронзовых медалей не получали денежного пособия.
Эти правила действовали до 1 октября 1914 года, когда по указу императора вознаграждение стало пожизненным. Для золотой медали оно составляло 30 крон в месяц, а для серебряной медали I класса — 15 крон.
После Первой мировой войны выплаты поддерживалась до 1923 года, но затем были остановлены из-за бурной инфляции и денежной реформы. Лишь 26 марта 1931 года обладатели высших классов награды вновь стали получать пособие. За Золотую медаль платили 50 шиллингов ежегодно, за Серебряную медаль I класс — 25 шиллингов.
После аншлюса Австрии Золотая медаль за доблесть (только она и военный орден Марии-Терезии) 27 августа 1939 года была признана общей наградой с медалями и орденами Германии. За золотую стали выплачивать 20 рейхсмарок. Таким образом, владельцы награды приравнивались к владельцам Прусского Золотого Военного Креста за заслуги.
В ФРГ, как правопреемнице Третьего рейха, приняли в 1957 году постановление о награде и доплатах, но только для лиц с немецким гражданством и проживающих в Германии. Сумма составила 25 немецких марок.
В Австрийской Республике доплаты восстановили в 1958 году. В зависимости от степени награды они составляли 100, 50 или 25 шиллингов. Позднее суммы были увеличены.